# Miroslav-Evangeliar

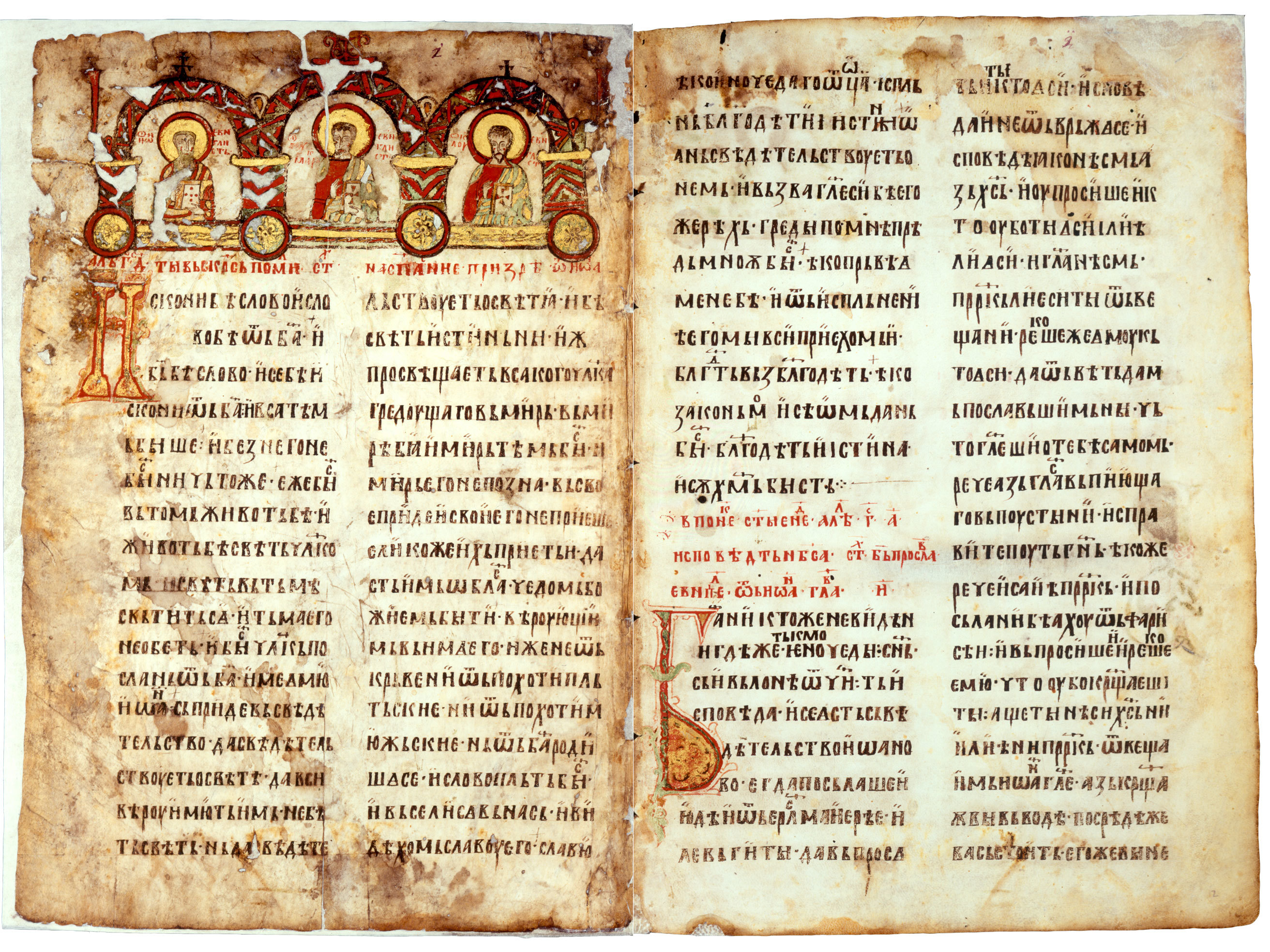
Das Miroslav-Evangelium

Das Miroslav-Evangeliar (serbisch Мирослављево Јеванђеље Miroslavljevo Jevanđelje) ist eine Handschrift in kirchenslawischer Sprache aus der zweiten Hälfte des 12. Jahrhunderts. Sie gehört zu den ältesten noch erhaltenen illustrierten Texten in kyrillischer Schrift. Sie enthält 362 Pergamentblätter mit dem Text der vier Evangelien des Neuen Testaments.
Die Gestaltung der Handschrift ist in Stil und Ikonografie eine Mischung von italienischen und byzantinischen Einflüssen.
Das Miroslav-Evangeliar entstand im Auftrag des serbischen Župan Miroslav von Zahumlje, des Bruders Stefan Nemanjas um 1186, wahrscheinlich in Kotor. Es war für die Kirche des Hl. Petrus (UNESCO-Weltkulturerbe) am Lim in Bijelo Polje, einer Stiftung Miroslavs, bestimmt.
Zum Schutz vor osmanischen Überfällen wurde die Handschrift im Kloster Hilandar auf dem Berg Athos aufbewahrt. 1896 wurde sie anlässlich eines Besuchs des serbischen Königs Alexander I. Obrenović nach Belgrad gebracht, wo sie zur Sammlung des Serbischen Nationalmuseums hinzugefügt wurde.
Seit 2005 steht es auf der UNESCO-Liste des Weltdokumentenerbes.